# 砵甸乍從男爵
砵甸乍從男爵（Pottinger Baronets），屬於聯合王國從男爵爵位，於1840年4月27日授予日後的首任港督砵甸乍。頭銜全稱為薩里郡里奇蒙的砵甸乍從男爵（The Pottinger Baronetcy, of Richmond in the County of Surrey）。
從男爵爵位的第三代繼承人，亨利·砵甸乍由於只有女兒，沒有子嗣，因此他在1909年10月18日去世後，爵位亦歸於斷絕。

## 砵甸乍從男爵 （1840年）
- 軒利·砵甸乍爵士，第一代從男爵 （1789年10月3日—1856年3月18日）
- 腓特烈·威廉·耆英·砵甸乍爵士，第二代從男爵 （1831年—4月27日1865年4月9日）
- 亨利·砵甸乍爵士，第三代從男爵 （1834年6月10日—1909年10月18日）（斷絕）